# Federica Ranchi
Federica Ranchi, née à Trieste le 5 mai 1939 et morte à Égine[réf. nécessaire] le 15 mai 2025, est une actrice italienne.

## Biographie
Née à Trieste, puis étudiante au liceo linguistico, Federica Ranchi est remarquée sur la photo de sa compagnie de danse par un employé de la société de production Cines ce qui lui permet d'être auditionnée par Leonardo De Mitri pour la comédie dramatique Moglie e buoi,.
Elle a joué généralement des rôles de femmes sensibles et fragiles dirigée entre autres par des réalisateurs comme Valerio Zurlini et Gillo Pontecorvo et, dans certains films de genre. En 1963, Federica Ranchi épouse un armateur grec et se retire refusant un contrat de cinq ans avec Dino De Laurentiis.

## Filmographie partielle
- 1956 : Moglie e buoi...
- 1957 : Un dénommé Squarcio (La grande strada azzurra) de Gillo Pontecorvo
- 1959 : 
  - Le Cavalier à l'armure d'or (I cavalieri del diavolo) de Siro Marcellini
  - L'Archer noir (L'arciere nero) de Piero Pierotti : Ginevra
  - Été violent (Estate violenta) de Valerio Zurlini
- 1960 :
  - Le Géant de la vallée des rois (Maciste nella valle dei re) de Carlo Campogalliani
  - La Vengeance d'Hercule (La vendetta di Ercole) de Vittorio Cottafavi
- 1962 : L'Île aux filles perdues (Le prigioniere dell'isola del diavolo) de Domenico Paolella